# Maceda (Palas de Rey)
Maceda (llamada oficialmente San Miguel de Maceda) es una parroquia y una aldea española del municipio de Palas de Rey, en la provincia de Lugo, Galicia.

## Organización territorial
La parroquia está formada por ocho entidades de población, constando cuatro de ellas en el nomenclátor del Instituto Nacional de Estadística español:
- A Barrosa
- Agro do Pobre (O Agro do Pobre)
- Carreira (A Carreira)
- Maceda
- O Ferreiro
- O Porto
- Raxás
- Ulla

## Demografía

### Parroquia
| Gráfica de evolución demográfica de Maceda (parroquia) entre 2000 y 2020 |
|                                                                          |
| Datos según el nomenclátor publicado por el INE.                         |

### Aldea
| Gráfica de evolución demográfica de Maceda (aldea) entre 2000 y 2020 |
|                                                                      |
| Datos según el nomenclátor publicado por el INE.                     |